# Принцът и лешникотрошачката
„Принцът и лешникотрошачката“ (на английски: The Nutcracker Prince) е канадски анимационен филм на режисьора Пол Шибили, по сценарий на Патриша Уотсън. Преразказ е на кратката история „Лешникотрошачката и краля на мишките“ от 1816 г. на Е.Т.А. Хофман и балета „Лешникотрошачката“ от 1892 г. на Пьотър Чайковски. Озвучаващия състав се състои от Кийфър Съдърланд, Меган Фолоус, Майк Макдоналд, Питър О'Тул, Филипс Дилър и Питър Боретски.
Филмът е пуснат в САЩ на 21 ноември 1990 г. от „Уорнър Брос Пикчърс“, и от „Синеплекс Одеон Филмс“ в Канада на 23 ноември 1990 г.